# Избори за председника Републике Хрватске
Избори за председника Републике Хрватске су избори у Републици Хрватској на којима хрватски грађани бирају шефа државе, Председника Републике Хрватске. Избори су регулисани Законом о избору председника Републике Хрватске.

## О изборима
Председник Републике Хрватске бира се на основу општег и једнаког бирачког права непосредно на изборима, тајним гласањем на мандат од пет година. Одлуку о расписивању избора доноси Влада Републике Хрватске.

### Расписивање избора
Изборе за председника Републике Хрватске расписује Влада Републике Хрватске у року који омогућава да се они обаве најмање 30 дана, а највише 60 дана пре истека мандата.
У случају смрти, оставке или кад Уставни суд утврди престанак мандата, изборе за председника Републике Хрватске расписује Влада Републике Хрватске тако да се они могу обавити у року од 60 дана од дана кад је бивши председник престао обављати дужност.

### Активно и пасивно бирачко право
Председника Републике Хрватске бирају хрватски држављани с навршених 18 година.
За председника Републике Хрватске могу бити бирани хрватски држављани с навршених 18 година.

### Кандидовање
Кандидате за предсједника Републике Хрватске могу предлагати:
1. регистроване политичке странке
2. бирачи појединачно или групно.

Кандидати морају прикупити најмање 10.000 потписа бирача који подржавају његову кандидатуру. Сваки бирач може својим потписом подржати само једног кандидата.
Приједлози кандидата за председника Републике Хрватске морају приспјети Државном изборној комисији Републике Хрватске најкасније у року од 12 дана од дана расписивања избора. Државно изборно повјеренство Републике Хрватске ће у року од 48 сати од истека тог рока објавити листу кандидата за председника Републике Хрватске у свим дневним новинама у Републици Хрватској и на Хрватској радиотелевизији.

### Изборни маркетинг
Од дана објаве листе кандидата па до 24 сата пре дана избора, сви кандидати за председника Републике Хрватске имају под једнаким условима право на изношење и образлагање својих изборних програма и на изборну пропаганду. На дан избора као и 24 сата који претходе забрањена је свака промоција као и свако објављивање претходних резултата или процена резултата избора.
Кандидат за председника Републике који на избору добије најмање 10% гласова, има право на једнаку накнаду трошкова изборне промоције. Висину накнаде утврђује Влада Републике Хрватске најкасније 30 дана пре дана избора.

### Тела за спровођење избора
Тела за спровођење избора за председника Републике Хрватске су Државна изборна комисија Републике Хрватске, општинска изборна комисија, градска изборна комисије, Градска изборна комисија Града Загреба те бирачки одбори.

### Провођење избора
Гласање за избор предсједника Републике Хрватске обавља се на бирачким местима на подручју Републике Хрватске и на бирачким местима у сједиштима хрватских дипломатско-конзуларних представништава и страних уреда. Гласање траје непрекидно 07:00-19:00 часова. У 19 сати затвара се биралиште.
Резултате избора за предсједника Републике Хрватске утврђује Државна изборна комисија Републике Хрватске на основу резултата гласања на свим бирачким мјестима.
Предсједник Републике Хрватске бира се већинским изборним системом. За председника Републике Хрватске изабран је онај кандидат који на изборима добије више од 50% гласова бирача који су гласали. Ако ниједан кандидат не добије у првом изборном кругу потребну већину, даљи избор се спроводи у другом изборном кругу.

### Надзор уставности и законитости избора
Уставни суд Републике Хрватске надзире уставност и законитост избора за председника Републике Хрватске и решава изборне спорове.

## Избори
- Министарство управе Републике Хрватске Архивирано на веб-сајту  (11. децембар 2011)